# Irma Rothbart
Irma Rothbart, verheiratete Irma Rothbart-Sinkó, Pseudonym Klára Kertész, (geboren am 30. November 1896 in Budapest, gestorben am 27. Mai 1967 in Zagreb) war eine ungarische Ärztin und Übersetzerin. Aufgrund ihres Engagements für die Kommunistische Partei und ihrer Widerstandstätigkeit gegen den Nationalsozialismus lebte sie wiederholt auf der Flucht und im Exil in Österreich, Frankreich, der Sowjetunion und Jugoslawien. Sie war Gründungsmitglied und Kapitalgeberin der kommunistischen ungarischen Zeitschrift Internacionále. In Jugoslawien kooperierte sie als Ärztin mit den Titopartisanen.

## Leben und Wirken
Irma Rothbart wuchs im vielsprachigen Temeswar auf, das damals noch Teil des Königreichs Ungarn war. Ihre Eltern waren Janka Rothbart (geborene Rosenwald) und der wohlhabende Unternehmer Jakob Rothbart. In seinem Roman Die Optimisten zeichnete ihn Ervin Sinkó als Kriegsprofiteur. Über Irma Rothbarts Kindheit ist wenig bekannt. Sie studierte zunächst Ungarisch und Deutsch in Budapest, aufgrund von Erfahrungen mit Verletzten des Ersten Weltkriegs wechselte sie jedoch von der Philologie zur Medizin.

### 1918–1933: Budapest und Wien
1918 kam sie in Budapest in Kontakt mit radikalen Intellektuellen rund um Béla Balázs, Georg Lukács und Karl Mannheim und wurde Mitglied der ungarischen Kommunistischen Jugendorganisation. Sie war Gründungsmitglied der Zeitschrift Internacionále, dem späteren offiziellen theoretischen Organ der Ungarischen kommunistischen Partei, im November 1919, zusammen mit Gyula Hevesi, dem späteren Anführer der Lenin fiúk („Lenin-Jungs“), der politischen Polizei der ungarischen kommunistischen Partei, dem Agitpropdichter Aladár Komját und József Révai, einem Mitgründer der kommunistischen Partei. Sie sorgte für das Startkapital der ersten Ausgabe der Internacionále, indem sie eine Scheinehe mit Hevesi einging und so an ihre Mitgift gelangte.
Als im März 1919 die Ungarische Räterepublik gegründet wurde, arbeitete sie zusammen mit Georg Lukács im Volkskommissariat für Unterrichtswesen und wurde Leiterin der Abteilung für Propaganda unter Arbeitern. Sie hielt Referate auf den Kongressen des Landesverbands der Arbeiter. In diesem Zusammenhang fuhr sie mit einer Delegation der Ungarischen Kommunistischen Partei zum Begräbnis von Rosa Luxemburg nach Berlin.
Nach dem Zusammenbruch der Räterepublik wurde sie verhaftet, konnte aber nach Wien flüchten. Dort arbeitete sie im Wiener Sekretariat der Kommunistischen Jugendinternationale. 1920 heiratete sie den aus Jugoslawien stammenden Schriftsteller Ervin Sinkó, mit dem sie bereits in Budapest freundschaftlichen Kontakt gehabt hatte. Am 19. Juni 1920 beendete sie, wie ihr Mann beeinflusst von christlichen Ideen des Pazifismus, ihre Mitgliedschaft in der kommunistischen Partei. Aufgrund des mageren Einkommens ihres Mannes aus seiner publizistischen Tätigkeit bestritt sie die gemeinsamen Ausgaben. In Wien setzte sie ihr Medizinstudium fort und wurde 1926 als Ärztin promoviert. Zusammen mit ihrem Mann zog sie nach Jugoslawien, in die Nähe des Orts Prigrevica nahe Apatin in der Vojvodina, wo Sinkó herkam. Das Paar blieb dort bis 1932. Als prominente Kommunisten wurden sie von der Polizei observiert. 1932 zogen sie mit einem Zwischenaufenthalt in Zürich nach Wien, wo Irma Rothbarth dank einer Erbschaft eine Zusatzausbildung zur Röntgenologin absolvierte. Nebenbei übersetzte sie Prosatexte ihres Mannes unter dem Pseudonym Klára Kertész ins Deutsche.

### 1933–1937: Paris und Moskau
Nach dem Reichstagsbrand in Berlin im Februar 1933 zogen sie aus Angst vor Verfolgung von Wien nach Paris, wo Irma Rothbart keine Arbeitserlaubnis als Ärztin bekam und das Paar von Gelegenheitsarbeiten lebte. Nach vergeblichen Versuchen ihres Mannes, einen Verlag für sein umfangreiches, von ihr übersetztes Buch Die Optimisten (Optimisták) zu finden, kamen sie in Kontakt mit Romain Rolland und zogen schließlich auf seine Empfehlung hin nach Moskau. Die weibliche Hauptperson in Sinkós Roman ist weitgehend nach ihr gestaltet. Während ihr Mann auf die Publikation seines Romans über die ungarische Räterepublik hoffte, arbeitete Irma Rothbart erst als Sekretärin, später als Ärztin. Die großen Erwartungen, die sie auf die Sowjetunion gesetzt hatten, wurden bald enttäuscht, erst, als das Recht auf Abtreibung annulliert wurde und als sich die Verfolgungen der Stalin-Zeit bemerkbar machten.

### 1938–1945: Widerstand in Jugoslawien
Am 14. April 1937 wurden sie aus der Sowjetunion ausgewiesen, was dem Paar das Leben rettete. Sie blieben für kurze Zeit in Paris, verbrachten den Sommer 1939 in Sanary-sur-Mer, wo Irma Rothbart Geld damit verdienen konnte, ein Manuskript Franz Werfels abzutippen. Von Paris aus gelang dem Paar die Flucht ins Königreich Jugoslawien. Mit der Gründung des faschistischen Unabhängigen Kroatiens war Irma Rothbart als Kommunistin und Jüdin auch hier gefährdet, sie floh in den westlichen Teil Bosniens und ließ sich für 61 Tage in einer Kommune in Drvar nieder. In dieser Zeit führte sie ein Tagebuch, das 1987 veröffentlicht wurde. Sie arbeitete dort als Ärztin und in der illegalen kommunistischen Partei. Ihren Mann traf sie in der kroatischen Stadt Knin wieder, dort wurden beide im November 1942 von italienischen Faschisten festgenommen und in kroatische Konzentrationslager, erst auf der Insel Brač, dann ins KZ Rab verbracht, wo sie im Widerstand aktiv waren. Nach der Kapitulation Italiens organisierten sie die Flucht aus dem Lager und schlossen sich den jugoslawischen Partisanen an. Irma Rothbart wurde Leiterin des Partisanen-Spitals der Jugoslawischen Befreiungsarmee, sie war 2. Leutnant und wurde mit dem Orden des Volkshelden ausgezeichnet.

### Nachkriegszeit
Nach dem Krieg lebte Irma Rothbart in Zagreb und arbeitete vorwiegend als literarische Übersetzerin. Zu ihren Publikationen gehören Übersetzungen von Erzählungen ins Ungarische und Übersetzungen der Werke ihres Mannes. Ihre gesamte Familie war – mit Ausnahme ihrer Mutter Johanna – im Holocaust ermordet worden. 1967 starb Ervin Sinkó. Irma widmete sich systematisch seinem Nachlass, den sie der Jugoslawischen Akademie für Wissenschaft und Kunst in Zagreb übergab.
Am 27. Mai 1967, kurz nach Abschluss dieser Arbeit, beging sie Selbstmord.